# Schradera pulverulenta
Schradera pulverulenta är en måreväxtart som beskrevs av Julian Alfred Steyermark. Schradera pulverulenta ingår i släktet Schradera och familjen måreväxter. Inga underarter finns listade i Catalogue of Life.